# 费利佩·利马
费利佩·费雷拉·利马（葡萄牙語：Felipe Ferreira Lima，1985年4月5日—）生于马托格罗索州库亚巴，是一名巴西男子游泳运动员，主攻蛙泳。他在童年时曾接触过体操、足球等运动。12岁时，他被母亲带到一家游泳学校里开始练习游泳。15岁时，他参加自己运动生涯的首个全国锦标赛。
2019年1月16日，利马宣布加入美国国籍，此前他在已在美国居住多年。